# 长春碱
长春碱，简称VBL，商品名Velban，是一种化疗药物，通常与其他药物一起使用，用于治疗多种癌症。这些癌症包括霍奇金淋巴瘤、非小细胞肺癌、膀胱癌、脑癌、黑色素瘤和睾丸癌。它通过静脉注射给药。
大部分人对长春碱都有一些副作用。常见的副作用包括感觉改变、便秘、虚弱、食欲不振和头痛。严重的副作用包括血细胞变少和呼吸困难。长春碱不应给予目前有病原细菌的人。在怀孕的时候使用长春碱很可能会伤害到婴儿。长春碱是一种有丝分裂抑制剂，阻碍细胞分裂。
长春碱于1958年被分离。长春碱最初是从长春花中提取的，它是一种天然草药，后来发展成为一种传统药物。它是世界卫生组织基本药物之一。